# 昂古斯
昂古斯（法語：Angous，法語發音：[ɑ̃ɡus]）是法国大西洋比利牛斯省的一个市镇，属于奥洛龙-圣玛丽区。

## 地理
昂古斯（43°17'37"N, 0°48'50"W）面积6.22 平方千米，位于法国新阿基坦大区大西洋比利牛斯省，该省份为法国东南部省份，涵盖了贝阿恩与北巴斯克，西临大西洋比斯開灣，北至朗德省，东北接热尔省，东临上比利牛斯省，南与西班牙接壤。
与昂古斯接壤的市镇（或旧市镇、城区）包括：阿拉斯特-拉尔比约、卡斯泰特诺-康布隆、蒙卡约勒-拉罗里-芒迪比约、叙斯、叙斯米乌。
昂古斯的时区为UTC+01:00、UTC+02:00（夏令时）。

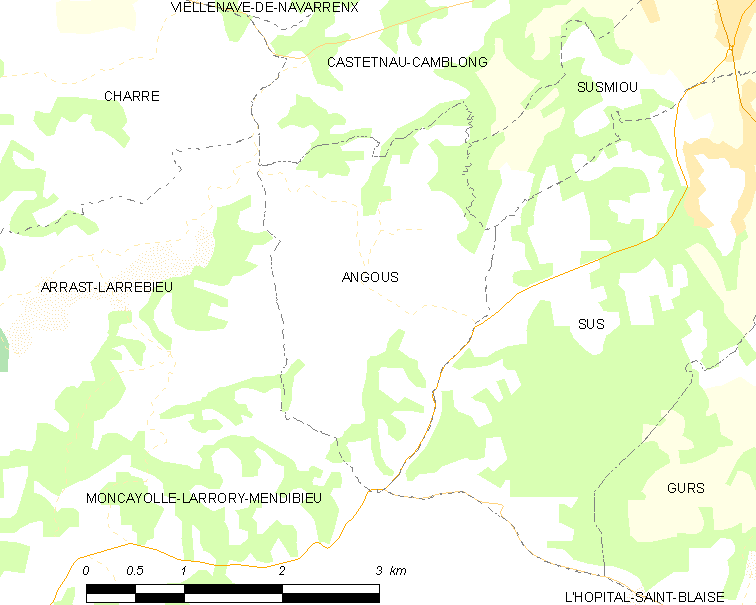
昂古斯的OSM定位图

## 行政
昂古斯的邮政编码为64190，INSEE市镇编码为64025。

## 政治
昂古斯所属的省级选区为贝阿恩中心县。

## 人口

1962-2008年间昂古斯人口变化图示

昂古斯于2022年1月1日时的人口数量为94人。